# Ho Sulci
Gli Ho Sulci sono una struttura geologica della superficie di Tritone.